# Калинівська сільська рада (Олевський район)
Калинівська сільська рада (до 1960 року — Голишівська сільська рада, до 2016 року — Жовтнева сільська рада) — колишня адміністративно-територіальна одиниця та орган місцевого самоврядування в Олевському районі Коростенської і Волинської округ, Київської й Житомирської областей Української РСР та України з адміністративним центром у с. Калинівка.

## Населені пункти
Сільській раді підпорядковані населені пункти:
- с. Калинівка
- с. Бацеве
- с. Ліски

## Населення
Кількість населення ради, станом на 1923 рік, становила 917 осіб, кількість дворів — 184.
Відповідно до результатів перепису населення СРСР, кількість населення ради, станом на 12 січня 1989 року, становила 1 052 особи.
Станом на 5 грудня 2001 року, відповідно до перепису населення України, кількість мешканців сільської ради становила 957 осіб.

### Мова
Розподіл населення за рідною мовою за даними перепису 2001 року:
| Мова       | Відсоток |
| ---------- | -------- |
| українська | 99,16 %  |
| російська  | 0,42 %   |
| білоруська | 0,10 %   |
| молдовська | 0,10 %   |
| інші       | 0,22 %   |

## Склад ради
Рада складається з 14 депутатів та голови.

## Керівний склад сільської ради
| ПІБ                          | Основні відомості                                                               | Дата обрання | Дата звільнення |
| ---------------------------- | ------------------------------------------------------------------------------- | ------------ | --------------- |
| Курильчук Валентина Іванівна | Сільський голова, 1960 року народження, освіта                                  | 26.03.2006   | 31.10.2010      |
| Курильчук Валентина Іванівна | Сільський голова, 1960 року народження, освіта середня спеціальна, позапартійна | 31.10.2010   |                 |

Примітка: таблиця складена за даними джерела

## Історія
Створена 1923 року, з назвою Голишівська сільська рада, в складі с. Голиші (згодом — Жовтневе та Калинівка) та хутора Баців (згодом — Бацеве) Голишівської волості Коростенського повіту Волинської губернії. 7 березня 1923 року увійшла до складу новоствореного Олевського району Коростенської округи. Станом на 17 грудня 1926 року на обліку в сільській раді числяться колонія Андріївка (згодом — х. Колонія та с. Ліски), хутори Вербичів, Горошки, Довга, Заболоття, Зазленька та Коцьмин (Коцьмін). Станом на 1 жовтня 1941 року хутори Вербичів, Горошки, Довга, Заболоття, Зазленька, Коцьмин не значаться на обліку населених пунктів.
Станом на 1 вересня 1946 року Голишівська сільська рада входила до складу Олевського району Житомирської області, на обліку в раді перебували с. Голиші, хутори Бацеве, Голишинський та Заріка.
8 червня 1960 року, відповідно до рішення Житомирського облвиконкому № 592 «Про перейменування деяких сільських рад в районах області», сільську раду перейменовано на Жовтневу. 29 червня 1960 року, відповідно до рішення Житомирського ОВК № 683 «Про об'єднання деяких населених пунктів в районах області», хутори Голишинський та Заріка об'єднано із с. Жовтневе.
На 1 січня 1972 року Жовтнева сільська рада входила до складу Олевського району Житомирської області, на обліку в раді перебували села Бацеве, Жовтневе та Ліски.
21 липня 2016 року, рішенням Житомирської обласної ради, відповідно до вимог декомунізаційного законодавства, сільську раду перейменовано на Калинівську.
Ліквідована 17 січня 2017 року через об'єднання до складу Олевської міської територіальної громади Олевського району Житомирської області.